# Astrónomo Copérnico

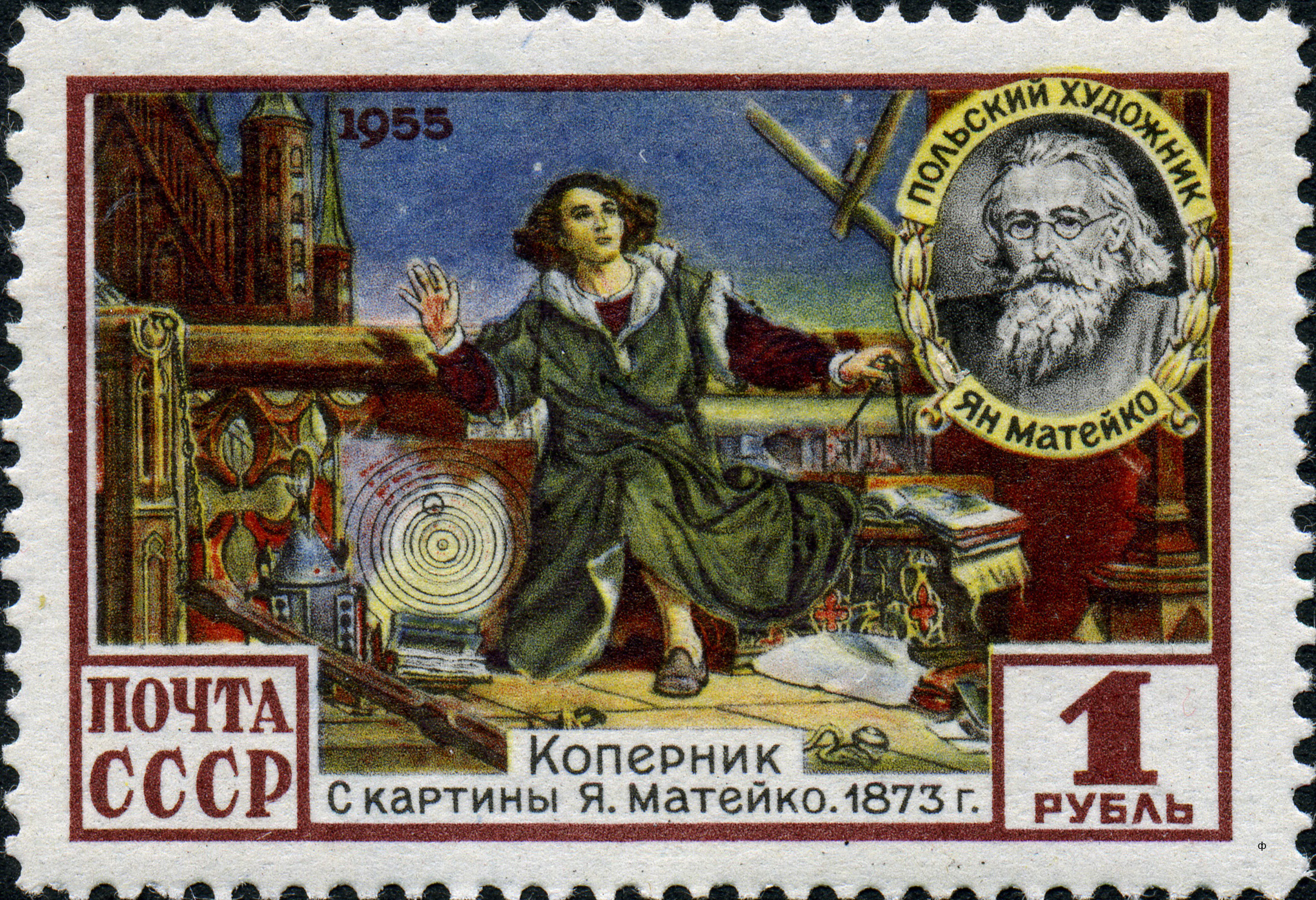
Sello postal de la Unión Soviética, 1955, que incluye el cuadro.

Astrónomo Copérnico, o conversaciones con Dios (originalmente en polaco: Astronom Kopernik, czyli rozmowa z Bogiem) es una pintura al óleo del artista polaco Jan Matejko finalizada en 1873, que muestra a Nicolás Copérnico hincado en un balcón mientras observa el cielo desde el balcón de una torre cercana a la catedral de Frombork, que se observa al fondo. La pintura forma parte de la colección de la Universidad Jaguelónica de Cracovia, que la adquirió a un propietario privado con dinero donado por el público polaco, y la exhibe en su Collegium Novum.
Al igual que otras pinturas del mismo autor, Matejko retrata a Copérnico como parte de una serie de imágenes que buscan recrear momentos importantes en la historia de Polonia; sin embargo, destaca el hecho de que sus pinturas tienden a representar escenas grupales, por lo que Astrónomo Copérnico es una excepción que se suma a, entre otras, El Autorretrato, La Ascensión y Stańczyk.